# Angielska robota
Angielska robota (tytuł oryg. The Bank Job) – brytyjski kryminał z 2008 roku. Oparta na faktach historia napadu na bank przy Baker Street w Londynie, w 1971 roku. Sprawcy nie zostali ujęci, a rząd zakazał publikacji informacji na temat tego skoku.

## Obsada
- Jason Statham – Terry Leather
- Saffron Burrows – Martine Love
- Stephen Campbell Moore – Kevin Swain
- Daniel Mays – Dave Shilling
- James Faulkner – Guy Arthur Singer
- Keeley Hawes – Wendy Leather
- Alki David – Bambas
- Michael Jibson – Eddie Burton
- Georgia Taylor – Ingrid Burton
- Richard Lintern – Tim Everett
- Peter Bowles – Miles Urquhart
- Alistair Petrie – Philip Lisle
- Peter De Jersey – Michael X – Michael Abdul Malik
- David Suchet – Lew Vogel
- Hattie Morahan – Gale Benson